# Judy Oakes
Judith Miriam Oakes (conocida como Judy Oakes; Lewisham, 14 de febrero de 1958) es una deportista británica que compitió en atletismo (lanzamiento de peso), halterofilia y levantamiento de potencia.
Ganó una medalla de bronce en el Campeonato Mundial de Halterofilia de 1989 y dos medallas de oro en el Campeonato Europeo de Halterofilia, en los años 1989 y 1990. Además, en lavantameinto de potencia consiguió una medalla de bronce en los Juegos Mundiales de 2013.
Participó en cuatro Juegos Olímpicos de Verano, entre los años 1984 y 2000, ocupando el cuarto lugar en Los Ángeles 1984, en el lanzamiento de peso.

## Palmarés internacional
| Campeonato Mundial | Campeonato Mundial              | Campeonato Mundial | Campeonato Mundial |
| Año                | Lugar                           | Medalla            | Categoría          |
| ------------------ | ------------------------------- | ------------------ | ------------------ |
| 1989               | Mánchester (Reino Unido)        | Medalla de bronce  | 82,5 kg            |
| Campeonato Europeo |                                 |                    |                    |
| Año                | Lugar                           | Medalla            | Categoría          |
| 1989               | Mánchester (Reino Unido)        | Medalla de oro     | 82,5 kg            |
| 1990               | Santa Cruz de Tenerife (España) | Medalla de oro     | 82,5 kg            |